# Fox River, Nova Scoția
Fox River este o comunitate rurală situată în partea de est a Canadei, pe insula Nova Scoția.